# Laura Pristăvița
Ioana Laura Pristăvița (n. Oltean, 20 iulie 1989, în Bistrița) este o handbalistă din România care joacă pe postul de coordonator de joc pentru clubul Gloria Bistrița.

## Cluburi
Pristăvița a început să joace handbal la Liceul cu Program Sportiv Bistrița, cu care a câștigat Campionatul național de junioare 1, în 2008. În vara aceluiași an, ea s-a transferat la Universitatea Jolidon Cluj, echipă la care a jucat pe postul de intermediar dreapta și alături de care a devenit de trei ori la rând vicecampioană a României, în 2010, 2011 și 2012.
Începând din sezonul competițional 2012–2013, Laura Pristăvița a fost legitimată la HCM Baia Mare. Alături de clubul băimărean, Laura Pristăvița a devenit pentru a patra oară vicecampioană națională, în 2013, a câștigat Cupa României și Supercupa României. De asemenea, a evoluat în grupele Ligii Campionilor 2013-2014. În 2014 câștigă pe lângă campionat, cupa și Supercupa României. În 2015 devine pentru a cincea oară vicecampioană națională, a cucerit Cupa României, ajunge în sferturile de finală ale Ligii Campionilor 2014-2015 și câștigă Supercupa României. În ianuarie 2016 s-a transferat la echipa din orașul natal, CSM Bistrița actuala Gloria Bistrița. Cu echipa bistrițeană, Pristăvița a cucerit medalia de bronz în Cupa României 2016-2017 și a ocupat locul trei în Liga Națională sezonul 2018-2019.

## Echipa națională
Începând din 2007, Laura Pristăvița a jucat pentru naționala de tineret a României în 31 de meciuri, în care a înscris 54 de goluri. Tot în 2007, ea a obținut medalia de bronz la Campionatul European pentru Tineret desfășurat în Turcia.
În 2013, Pristăvița a fost convocată pentru prima dată la naționala de senioare a României, pentru a evolua la Trofeul Carpați. Tot în 2013, ea a fost selecționată de antrenorul Gheorghe Tadici în lotul lărgit al echipei naționale a României convocat pentru meciurile împotriva Slovaciei, decisive pentru calificarea la Campionatul Mondial din Serbia.
În decembrie 2019, Pristăvița a făcut parte din echipa națională a României care a participat la Campionatul Mondial din Japonia.

## Viața personală
În mai 2016, Laura Oltean s-a căsătorit cu rugbistul Constantin Pristăvița. Pe 23 decembrie 2021 Laura și Constantin Pristăvița au devenit părinți.

## Palmares
Echipa națională
- Campionatul European de Tineret:
  -  Medalie de bronz: 2007

Club
- Liga Campionilor:
  - Sfertfinalistă: 2015
  - Grupe principale: 2016
  - Grupe: 2014
  - Calificări: 2011, 2012

- Cupa Cupelor:
  - Optimi: 2012

- Cupa EHF:
  - Sfertfinalistă: 2020
  - Turul 3: 2011

- Liga Națională:
  -  Câștigătoare: 2014
  -  Medalie de argint: 2010, 2011, 2012, 2013, 2015
  -  Medalie de bronz: 2019

- Cupa României:
  -  Câștigătoare: 2013, 2014,  2015
  -  Medalie de bronz: 2017

- Supercupa României:
  -  Câștigătoare: 2013, 2014, 2015
  -  Medalie de bronz: 2011

- Campionatul național de junioare I:
  -  Câștigătoare: 2008

## Statistică goluri și pase de gol
Conform Federației Române de Handbal, Federației Europene de Handbal și Federației Internaționale de Handbal:
| Sezon                          | Echipă | Goluri |
| ------------------------------ | ------ | ------ |
|                                |        |        |
| 2012-13                        |        |        |
| HCM Baia Mare                  | 13     |        |
|                                |        |        |
| 2013-14                        |        |        |
| HCM Baia Mare                  | 39     |        |
|                                |        |        |
| 2014-15                        |        |        |
| HCM Baia Mare                  | 16     |        |
|                                |        |        |
| 2015-16                        |        |        |
| HCM Baia Mare                  | 13     |        |
|                                |        |        |
| 2016-17                        |        |        |
| CSM Bistrița                   | 92     |        |
|                                |        |        |
| 2017-18                        |        |        |
| CSM Bistrița                   | 103    |        |
|                                |        |        |
| 2018-19                        |        |        |
| CS Gloria 2018 Bistrița-Năsăud | 66     |        |
|                                |        |        |
| 2019-20                        |        |        |
| CS Gloria 2018 Bistrița-Năsăud | 39     |        |
|                                |        |        |
| 2020-21                        |        |        |
| CS Gloria 2018 Bistrița-Năsăud | 46     |        |

| Sezon                          | Echipă | Goluri |
| ------------------------------ | ------ | ------ |
|                                |        |        |
| 2012-13                        |        |        |
| HCM Baia Mare                  |        |        |
|                                |        |        |
| 2013-14                        |        |        |
| HCM Baia Mare                  | 4      |        |
|                                |        |        |
| 2014-15                        |        |        |
| HCM Baia Mare                  | -      |        |
|                                |        |        |
| 2015-16                        |        |        |
| CSM Bistrița                   | -      |        |
|                                |        |        |
| 2016-17                        |        |        |
| CSM Bistrița                   | 10     |        |
|                                |        |        |
| 2017-18                        |        |        |
| CSM Bistrița                   | 9      |        |
|                                |        |        |
| 2018-19                        |        |        |
| CS Gloria 2018 Bistrița-Năsăud | 11     |        |
|                                |        |        |
| 2019-20                        |        |        |
| CS Gloria 2018 Bistrița-Năsăud | 4      |        |

| Sezon            | Echipă | Goluri |
| ---------------- | ------ | ------ |
|                  |        |        |
| 2010-11          |        |        |
| „U” Jolidon Cluj |        |        |
|                  |        |        |
| 2012-13          |        |        |
| HCM Baia Mare    | 2      |        |
|                  |        |        |
| 2013-14          |        |        |
| HCM Baia Mare    | 1      |        |
|                  |        |        |
| 2014-15          |        |        |
| HCM Baia Mare    | 1      |        |

| Ediția          | Echipă | Goluri | Pase de gol |
| --------------- | ------ | ------ | ----------- |
|                 |        |        |             |
| Turcia 2007     |        |        |             |
| România tineret | 1      | -      |             |

| Ediția          | Echipă | Goluri | Pase de gol |
| --------------- | ------ | ------ | ----------- |
|                 |        |        |             |
| Macedonia 2008  |        |        |             |
| România tineret | 4      | 7      |             |

| Ediția       | Echipă | Goluri | Pase de gol |
| ------------ | ------ | ------ | ----------- |
|              |        |        |             |
| Japonia 2019 |        |        |             |
| România      | 7      | 14     |             |

| Sezon                | Echipă | Goluri |
| -------------------- | ------ | ------ |
|                      |        |        |
| 2010-11 (Calificări) |        |        |
| „U” Jolidon Cluj     | 4      |        |
|                      |        |        |
| 2011-12 (Calificări) |        |        |
| „U” Jolidon Cluj     | -      |        |
|                      |        |        |
| 2013-14              |        |        |
| HCM Baia Mare        | 11     |        |
|                      |        |        |
| 2014-15              |        |        |
| HCM Baia Mare        | 2      |        |
|                      |        |        |
| 2015-16              |        |        |
| HCM Baia Mare        | 4      |        |

| Sezon            | Echipă | Goluri |
| ---------------- | ------ | ------ |
| 2011-12          |        |        |
| „U” Jolidon Cluj | 8      |        |

| Sezon                          | Echipă | Goluri |
| ------------------------------ | ------ | ------ |
|                                |        |        |
| 2010-11                        |        |        |
| „U” Jolidon Cluj               | 3      |        |
|                                |        |        |
| 2019-20                        |        |        |
| CS Gloria 2018 Bistrița-Năsăud | 37     |        |